# 陳彭年
陈彭年（961年—1017年），字永年，抚州南城（今江西省南城县）人，北宋音韵学家、官员。宋真宗年间为参知政事。
陈彭年自幼嗜学，经常瞒过母亲，挑灯夜读。有文名，十三岁著有《皇纲论》万余言。被江左名辈所赞赏。南唐后主李煜听说後，召他入宫令幼子李仲宣与他一起读书。他在金陵受业于徐铉，通文字音韵，深得其传。太平兴国年间举秀才。作文喜嘲诮。宋白负责贡举，多次黜落陈彭年。雍熙二年（985年）登进士，担任江陵府司理参军、江陵主簿，澧州、怀州二州推官，转任泽州。被御史中丞王化基推荐，担任卫尉寺丞，历任秘书郎、大理寺详断官，坐事出监湖州盐税，后又停官。宋真宗即位，召试复为秘书郎，通判海州。咸平二年（999年）知金州，以文学饬吏治，被吏民敬爱。咸平三年（1000年）迁秘书丞。咸平四年（1001年）上疏言“经世要道”五事，请置谏官、择法吏、简格令、省冗员、行公举。景德元年（1004年）直秘阁，被杜镐举荐，为直史馆兼崇文院检讨，又代潘慎修起居注，参与编修《册府元龟》。景德三年（1007年）转任右正言，充龙图阁待制。加刑部员外郎，和戚伦参与制定考试条式，多改革旧制。
大中祥符元年（1008年），宋真宗认为前代韵书、字书偏旁差讹，传写漏落，注解未备。陈彭年与丘雍等奉敕两次修订陆法言的《切韵》，改名为《大宋重修广韵》（简称《廣韻》），一共五卷。保存陆法言原书的体系，作为我国第一部官修韵书，在音韵学史上具有极其重要的地位，是研究中古语音和上推上古语音的重要资料。又重订南朝陈顾野王的《玉篇》。
大中祥符三年（1010年）改任兵部郎中，龙图阁直学士，转任右谏议大夫兼秘书监，编次《太宗御集》，勋上柱国。大中祥符六年（1013年）为翰林学士兼龙图阁直学士，同修国史。加给事中，以修国史有功，迁为工部侍郎。依附王钦若、丁谓，为五鬼之一，人称九尾狐狸。为人聪颖敏捷，博闻强记，精通庙堂典礼。朝廷郊庙仪制典礼、真宗封禅行祀，无不参与。大中祥符九年（1016年） 以刑部侍郎、拜参知政事。天禧元年（1017年）大礼，为天书仪卫副使、参详仪制奉宝册使。官至兵部侍郎。二月卒，时年五十七，赠右仆射，谥文僖。有文集百卷、《唐纪》四十卷、《江南别录》。

## 延伸阅读
[在维基数据编辑]
 在维基文库阅读此作者作品（ 在维基共享资源阅览影像）
 《宋史/卷287》，出自脱脱《宋史》